# Municipio de Draper
El municipio de Draper (en inglés: Draper Township) es un municipio ubicado en el condado de Jones en el estado estadounidense de Dakota del Sur. En el año 2010 tenía una población de 33 habitantes y una densidad poblacional de 0,36 personas por km².

## Geografía
El municipio de Draper se encuentra ubicado en las coordenadas 43°57′57″N 100°31′36″O / 43.96583, -100.52667. Según la Oficina del Censo de los Estados Unidos, el municipio tiene una superficie total de 91.07 km², de la cual 90,89 km² corresponden a tierra firme y (0,2 %) 0,18 km² es agua.

## Demografía
Según el censo de 2010, había 33 personas residiendo en el municipio de Draper. La densidad de población era de 0,36 hab./km². De los 33 habitantes, el municipio de Draper estaba compuesto por el 100 % blancos. Del total de la población el 0 % eran hispanos o latinos de cualquier raza.